# Zbrodnia w Ostrówkach
Zbrodnia w Ostrówkach – zbrodnia dokonana 30 sierpnia 1943 (podawana jest też data 29 sierpnia) na ludności polskiej przez kureń Ukraińskiej Powstańczej Armii (UPA) pod dowództwem Iwana Kłymczaka „Łysego”, oraz przez okoliczną ludność ukraińską. Miejscem zbrodni były Ostrówki położone w powiecie lubomelskim województwa wołyńskiego. Wskutek tej akcji w Ostrówkach zostało zamordowanych co najmniej 474 Polaków, w tym 145 mężczyzn, 125 kobiet i 204 dzieci. W tym ok. 300 osób zamordowano na tzw. Trupim Polu, średnia ich wieku wyniosła 7 lat. Według W. Filara zamordowano 521 Polaków i 2 Żydów, w tym 246 dzieci do lat 14.

## Tło wydarzeń
Wiosną 1943 roku oddziały UPA przystąpiły do eksterminacji Polaków na obszarze Wołynia. Fala zbrodni przesuwała się stopniowo ze wschodu na zachód. Tereny byłego powiatu lubomelskiego, gdzie leżały Ostrówki, do sierpnia 1943 roku pozostawały jednak względnie spokojne. Mieszkańcy Ostrówek, pomimo istnienia we wsi kilkudziesięcioosobowej siatki konspiracyjnej AK oraz pomimo nalegań proboszcza ks. Stanisława Dobrzańskiego, nie zdecydowali się na utworzenie samoobrony. Przeważyła opinia, że istnienie samoobrony może sprowokować Ukraińców. Poprzestano na wystawianiu na noc wart i patroli, które miały ostrzegać przed napadem. Inspekcja komendanta obwodu AK Luboml w sierpniu 1943 wykazała, że warty były mało zdyscyplinowane i nie zachowywały zasad służby wartowniczej.
W czerwcu 1943 roku dowódca Okręgu Wojskowego UPA „Turiw” Jurij Stelmaszczuk otrzymał od dowódcy UPA Dmytra Klaczkiwskiego rozkaz wymordowania Polaków na zachodzie Wołynia. Stelmaszczuk, nie mogąc uwierzyć w treść rozkazu, próbował odwoływać się do prowidnyka OUN-B Mykoły Łebedia. Ten jednak w tym czasie został usunięty ze stanowiska. Zwlekającemu Stelmaszczukowi Klaczkiwski zagroził sądem polowym. Ostatecznie oddziały podległe Stelmaszczukowi przystąpiły do eksterminacji Polaków pod koniec sierpnia 1943.
W dniach poprzedzających zbrodnię do mieszkańców Ostrówek dochodziły wieści o mobilizacji Ukraińców do UPA przeprowadzanej w sąsiednich wsiach oraz o podburzaniu ich mieszkańców do mordu na Polakach. Nie wywołało to jednak ewakuacji Polaków; nie wierzono, że atak może nastąpić. Pojawił się też pogląd, że ruchy oddziałów ukraińskich są związane z jakąś akcją przeciwko Niemcom. Część Polaków przygotowała się do ucieczki w razie ewentualnego ataku, pakując najpotrzebniejsze rzeczy. Uważając, że atak może nastąpić tylko w nocy, mieszkańcy wsi wystawili warty uzbrojone w widły i kosy. W dzień napadu nad ranem uznano, że niebezpieczeństwo minęło i ściągnięto warty.

## Przebieg zbrodni
Rano 30 sierpnia 1943 roku Ostrówki zostały otoczone kordonem UPA. Osoby próbujące opuścić wieś zawracano. Upowcy, którzy grupami rozeszli się po wsi, zwoływali wszystkich mieszkańców na godz. 10 na plac szkolny, gdzie zapowiadano przekazanie im ważnej informacji. Intruzi starali się być uprzejmi, by nie wywołać paniki; jednej rannej kobiecie założono opatrunek. Opierających się Polaków upowcy przyprowadzali siłą. Po zgromadzeniu ludności na placu przeprowadzono selekcję – mężczyzn zamknięto w budynku szkoły, a kobiety, dzieci i starców w drewnianym kościele. W tym czasie napastnicy rozpoczęli kopanie trzech dołów na zwłoki: w zagrodzie Jana Trusiuka, za sadem Suszki oraz w kuźni Edwarda Bałandy.
Po pewnym czasie upowcy przystąpili do wyprowadzania mężczyzn z budynku szkoły po kilku i mordowania ich przy użyciu siekier i maczug nad wykopanymi dołami. Uwięzieni Polacy (zarówno w szkole, jak i w kościele) domyślając się, co ich czeka, zaczęli modlić się, śpiewać pieśni religijne, wzajemnie wybaczać winy i żegnać. W mogile „u Suszka” spoczęło około 100 ofiar, „u Trusiuka” 81 ofiar, „u Bałandy” około 20. 
Ksiądz Dobrzański został wykryty przez oprawców w stercie słomy i zabity na terenie gospodarstwa Trusiuka poprzez obcięcie głowy. Nie jest jasne, gdzie pochowano ciało duchownego. Według jednej wersji oprawcy wrzucili je do mogiły "u Trusiuka", według innej pochowano je 2 września 1943 roku przy kościele w Ostrówkach. McBride podaje, powołując się na materiały powojennego sowieckiego śledztwa, że Trofim Szawa, jeden z mieszkańców Krymna zmobilizowanych do akcji przeciw polskim wsiom w powiecie lubomelskim, przywłaszczył sobie konia księdza, którego wówczas zabił.
Po wymordowaniu mężczyzn, na wieść o pojawieniu się w okolicy patrolu niemieckiego, Ukraińcy zrezygnowali z domniemanego zamiaru spalenia kościoła wraz z ludźmi. Około 300 kobiet, dzieci i starców wyprowadzono i popędzono pod las Kokorawiec w pobliżu ukraińskiej wsi Sokół. Po drodze zastrzelono te osoby, które próbowały ucieczki lub odmawiały dalszego marszu.
Po dojściu na rżysko pod lasem Polaków otoczono w jednym miejscu. Z tej grupy wyciągano po 10 osób, kazano kłaść się twarzą do ziemi i mordowano strzałami w tył głowy. Rannych dobijano bagnetami i kolbami karabinów. Masakra odbywała się na oczach oczekujących na śmierć. Egzekucję przeżyło kilka osób rannych lub tych, które udawały martwe nie będąc nawet trafionymi z powodu pośpiechu oprawców. Po około trzech dniach upowcy zmusili Ukraińców z Sokoła do pogrzebania zwłok leżących na rżysku w miejscu zwanym później Trupim Polem.
Podczas dokonywania zbrodni przez UPA wieś była plądrowana przez ludność ukraińską z sąsiednich wsi. Wykrytych Polaków mordowano. Ponadto po rzezi grupy Ukraińców chodziły po wsi nawołując po polsku ukrywających się do ujawnienia. Osoby, które wychodziły z ukrycia, również były mordowane. Pięć ofiar pogrzebano w zbiorowej mogile w pobliżu kościoła (tzw. na Wygonie).
Równocześnie z rzezią w Ostrówkach trwała rzeź sąsiedniej Woli Ostrowieckiej.
Dowódca kurenia "Łysy" pisał w sprawozdaniu do kierownictwa OUN:
(…) 29 sierpnia 1943 r. przeprowadziłem akcje we wsiach Wola Ostrowiecka i Ostrówki głowniańskiego rejonu. Zlikwidowałem wszystkich Polaków od małego do starego. Wszystkie budynki spaliłem, mienie i chudobę zabrałem dla potrzeb kurenia.
Zdaniem Iwana Olchowskiego zbrodni w Ostrówkach dokonał oddział Petra Chawchuna „Bajdy” wchodzący w skład kurenia „Łysego”.
Według obliczeń Leona Popka w Ostrówkach zostało zamordowanych co najmniej 474 Polaków, w tym 145 mężczyzn, 125 kobiet i 204 dzieci, to jest 70% mieszkańców wsi. Uważa się, że całkowita liczba ofiar mogła być nieco wyższa i sięgać 520 osób. Uratowały się osoby, które ukrywały się w zabudowaniach, ranne lub te, które udawały zabite. Ocaleni przedostawali się po zbrodni do innych nie zniszczonych jeszcze polskich wsi, do Lubomla oraz na lewy brzeg Bugu.

## Upamiętnienie zbrodni i ekshumacje
Zbieranie wspomnień byłych mieszkańców wsi Ostrówki i Wola Ostrowiecka rozpoczął pod koniec lat 70. Leon Popek, syn ocalałej z rzezi Ostrówek Heleny Popek. Wraz z Tomaszem Trusiukiem doprowadził pierwszego spotkania Ostrówczan i Wolan w 40. rocznicę mordu. Rok później, 26 sierpnia 1984 roku na cmentarzu parafialnym w Rudzie-Hucie staraniem tych osób odkryto pierwszy w Polsce obelisk ku czci pomordowanych na Wołyniu. Na poświęcenie obelisku przybyło kilka tysięcy byłych mieszkańców Wołynia z całej Polski.
3 listopada 1990 roku dzięki staraniom Towarzystwa Przyjaciół Krzemieńca i Ziemi Wołyńsko-Podolskiej z Lublina odbyła się pierwsza pielgrzymka byłych mieszkańców Ostrówek i Woli Ostrowieckiej oraz ich rodzin do miejsc, gdzie leżały obie wsie. Od tego czasu datują się ich starania o uporządkowanie i upamiętnienie miejsca zbrodni oraz ekshumację szczątków ofiar.
W sierpniu 1992 roku doprowadzono do pierwszej ekshumacji szczątków wymordowanej ludności polskiej, pod kierownictwem prof. Romana Mądry, która potwierdziła dokonanie mordu przez UPA w Ostrówkach. Eksplorowano zbiorową mogiłę na terenie po gospodarstwie Trusiuka oraz studnię, miejsca wskazane przez świadka ocalałego z rzezi. Z mogiły "u Trusiuka" wydobyto szczątki 80 mężczyzn, a ze studni szkielet 90-letniego Władysława Kuwałka. W tamtym czasie nie udało się odnaleźć pozostałych domniemanych masowych grobów (na Trupim Polu, kuźnia Bałandy, u Suszka i Wygon). Ekshumowane szczątki pochowano 30 sierpnia 1992 roku na dawnym cmentarzu w Ostrówkach.
W 2011 roku na Trupim Polu odnaleziono ciała 261 kolejnych ofiar rzezi, w tym około 150 dzieci. Wydobyte szczątki 30 sierpnia 2011 roku pochowano uroczyście na cmentarzu w Ostrówkach. Dzień przed pogrzebem doszło do incydentu z udziałem kilkunastu działaczy partii Swoboda, którym przewodził sekretarz Państwowej Międzyresortowej Komisji ds. Upamiętnień Swiatosław Szeremeta i jego współpracownik Ostap Kozak. Przybyli oni na miejsce i zażądali otwarcia trumien, po czym rozpoczęli przetrząsać ich zawartość. Po trzech godzinach po interwencji archeologów odjechali a nazajutrz na konferencji prasowej oskarżyli polskich specjalistów o zawyżanie liczby odnalezionych ofiar.
Prezydent Bronisław Komorowski na spotkaniu z prezydentem Ukrainy Wiktorem Janukowyczem w lutym 2011 zapowiadał swoje uczestnictwo w uroczystościach upamiętniających. 17 czerwca 2011 na spotkaniu w Kijowie powtórzył swoją deklarację. Wizytę wyznaczono na 30 sierpnia – rocznicę zbrodni. Spotkanie w przewidzianym terminie odbyło się, lecz przeniesiono je na Hel.
W 2011 roku Rada Ochrony Pamięci Walk i Męczeństwa na odnowionym cmentarzu w Ostrówkach ufundowała pomnik, który miał być odsłonięty przez prezydentów Polski i Ukrainy. Do planowanej uroczystości nie doszło. W kwietniu 2012 roku z pomnika skradziono polskie godło.
W 2015 roku podczas kolejnej tury poszukiwań odnaleziono i ekshumowano szczątki co najmniej 30 ofiar.